# EG (rivista)
EG è una rivista che pubblica studi di scacchi e articoli teorici sui finali, edita nei Paesi Bassi in lingua inglese. 
Molte riviste di scacchi comprendono una rubrica dedicata agli studi e ai problemi, ma EG è l'unica a occuparsi esclusivamente degli studi. 
Fu fondata nel 1965 dallo studista John Roycroft, che ne fu editore e redattore fino al 1991. In quell'anno la società olandese ARVES (Alexander Rueb Vereniging voor Schaakeindspelstudie) ne rilevò la proprietà, ma confermò Roycroft per alcuni anni come redattore capo. 
Attualmente la rivista è diretta da Harold van der Heijden. 